# Fontanna Brabo
Fontanna Brabo (nid. Brabofontein) – fontanna umieszczona na środku rynku w Antwerpii. Przedstawia legendarnego rzymskiego żołnierza, Silviusa Brabo wyrzucającego dłoń odciętą olbrzymowi zwanemu Druon Antigoon. Została odsłonięta w 1887 roku.
Wykonawcą fontanny był Jef Lambaux, który w 1883 roku zaprezentował radzie miejskiej projekt swojego przyszłego dzieła. Odsłonięcie pomnika nastąpiło w 1887 roku. Rzeźba nawiązuje do legendy o rzymskim żołnierzu Silviusa Brabo, który wyzwał na pojedynek Druona Antigoona, olbrzyma który domagał się zapłaty od żeglarzy przeprawiających się przez Skaldę. Tym, którzy odmawiali, odcinał rękę, stąd Brabo w rewanżu przed zabiciem giganta również odciął mu dłoń.